# Howard Schultz
Howard D. Schultz (sinh ngày 19 tháng 7 năm 1952) là một doanh nhân và tác giả người Mỹ. Ông từng là chủ tịch và là giám đốc điều hành của Starbucks từ năm 1986 đến năm 2000 và sau đó một lần nữa từ năm 2008 đến năm 2017, ngoài ra ông cũng sở hữu đội bóng rổ SuperSonics từ năm 2001 đến năm 2006.
Schultz bắt đầu làm việc tại tiệm cà phê Starbucks vào năm 1982. Sau đó, ông rời đi và mở Il Giornale, một tiệm cà phê đặc biệt, hợp nhất với Starbucks vào cuối những năm 1980. Dưới thời Schultz, công ty đã thiết lập một mạng lưới cửa hàng rộng lớn đã ảnh hưởng đến văn hoá cà phê Seattle, Hoa Kỳ và quốc tế. Sau các thương vụ phân phối quy mô lớn, Starbucks trở thành chuỗi cửa hàng cà phê lớn nhất trên thế giới. Schultz đã niêm yết công ty vào năm 1992 và sử dụng mức định giá 271 triệu đô la để tăng gấp đôi số cửa hàng của họ trong một loạt cuộc chiến cà phê được công khai. Ông thôi giữ chức Giám đốc điều hành vào năm 2000, kế nhiệm là Orin Smith.
Trong cuộc khủng hoảng tài chính năm 2008, Schultz trở lại làm Giám đốc điều hành. Kế nhiệm Jim Donald, Schultz đã dẫn đầu một đợt sa thải hàng loạt Giám đốc điều hành và nhân viên đồng thời đóng cửa hàng trăm cửa hàng. Ông đã tổ chức nhiều vụ mua lại các công ty đồ uống của Mỹ và Trung Quốc, giới thiệu chương trình khách hàng thân thiết quốc gia và thực thi các tiêu chuẩn thương mại công bằng. Sự mở rộng mạnh mẽ của ông tại các thị trường Trung Quốc đã được ghi nhận. Trong việc dung hoàvăn hoá trà của đất nước với việc tiêu thụ cà phê ở Trung Quốc. Schultz được Kevin Johnson kế nhiệm làm Giám đốc điều hành vào tháng 4 năm 2017 và Myron Ullman làm chủ tịch vào tháng 6 năm 2018.
Schultz đã viết bốn cuốn sách về kinh doanh. Anh ấy là một tân tự do thẳng thắn. Schultz đã công khai coi việc ứng cử trong các cuộc bầu cử Tổng thống Hoa Kỳ năm 2012, 2016, và 2020 với tư cách là một ứng cử viên độc lập. Anh ấy đã từ chối tham gia cả ba cuộc thi. Các lập trường của ông về chính trị trong nước là tự do về mặt xã hội và ôn hoà về mặt tài chính. Trong chính sách đối ngoại, ông được coi là "diều hâu tự do", ủng hộ các vấn đề quốc tế do Mỹ lãnh đạo và chủ nghĩa tân tự do. Schultz được Forbes vinh danh là người giàu thứ 209 ở Hoa Kỳ với gía trị tài sản ròng 4,3 tỷ đô la (tháng 10 năm 2020). Schultz thành lập Quỹ Gia đình Schultz để giúp đỡ các cựu chiến binh và chống thất nghiệp cho thanh niên.
Vào ngày 16 tháng 3 năm 2022, Starbucks thông báo rằng Giám đốc điều hành hiện tại Kevin Johnson sẽ nghỉ hưu và Howard Schultz sẽ tiếp quản cho đến khi có thông báo mới.

## Tiểu sử
Schultz sinh ra trong một gia đình gốc Do Thái vào ngày 19 tháng 7 năm 1953, ở Brooklyn, New York, mẹ ông  là Elaine (Lederman) và cha là Fred Schultz, một cựu chiến binh Lục quân Hoa Kỳ người trở thành tài xế sau khi giải ngũ. Cùng với em gái của mình, Ronnie và anh trai Michael, anh lớn lên trong Canarsie Bayview Houses của Cơ quan nhà ở Thành phố New York. Anh học Trường trung học Canarsie và tốt nghiệp năm 1971. Schultz nói rằng ông có học bổng thể thao tại Đại học Bắc Michigan, nhưng ông đã quyết định không chơi thể thao. Ông là người đầu tiên trong gia đình vào đại học. Một thành viên của chương Theta-Iota của Tau Kappa Epsilon, Schultz đã nhận bằng cử nhân về ngôn ngữ giao tiếp trong 1975.

## Cuộc sống ban đầu và giáo dục
Howard D. Schultz sinh ngày 19 tháng 7 năm 1953, với cha mẹ của Ashkenazi Do Thái Fred và Elaine Schultz, tại Brooklyn, New York. Fred Schultz là một tài xế xe tải. Howard có hai anh chị em.
Trường Quản lý Kellogg: "Howard Schultz và Starbucks Coffee Company" của Nancy F. Koehn Ngày 28 tháng 11 năm 2011. Lưu trữ ngày 4 tháng 1 năm 2014.</ref> Schultz lớn lên trong các dự án Canarsie nhà ở công cộng. Theo Schultz, gia đình anh ấy nghèo.
Schultz đã dành thời gian sau giờ học tại Câu lạc bộ các cậu bé của New York. Anh ấy cũng là thành viên của Câu lạc bộ Cựu sinh viên New York và có "Thẻ thành viên trọn đời "đây là một đặc ân mà chúng tôi chỉ định cho những người mà chúng tôi coi là thành viên đặc biệt trong cộng đồng BCNY của chúng tôi "  
Schultz tốt nghiệp Canarsie High School năm 1971. Ông theo học Đại học Bắc Michigan (NMU) từ năm 1971 đến năm 1975, tốt nghiệp B.A. trong truyền thông.
Ông nội của anh sinh ra ở Manchester, New Hampshire.

## Early career
Sau khi tốt nghiệp, Schultz sống tại Michigan và làm việc tại một khu trượt tuyết trong một năm. Sau đó ông bắt đầu một công việc tại thành phố New York với vai trò là một nhân viên kinh doanh cho công ty Xerox, và được nhà sản xuất đồ dùng nhà bếp Thụy Điển tuyển dụng PAI Partners làm quản lý cho chi nhánh ở Hoa Kỳ năm 1979 Hammarplast.. Ở Hammarplast, Schultz chịu trách nhiệm về các hoạt động của nhà sản xuất máy pha cà phê tại Hoa Kỳ, năm 1981, ông đến thăm Công ty cà phê Starbucks ở Seattle, Washington để thực hiện các đơn đặt hàng hình nón nhựa.

### Starbucks

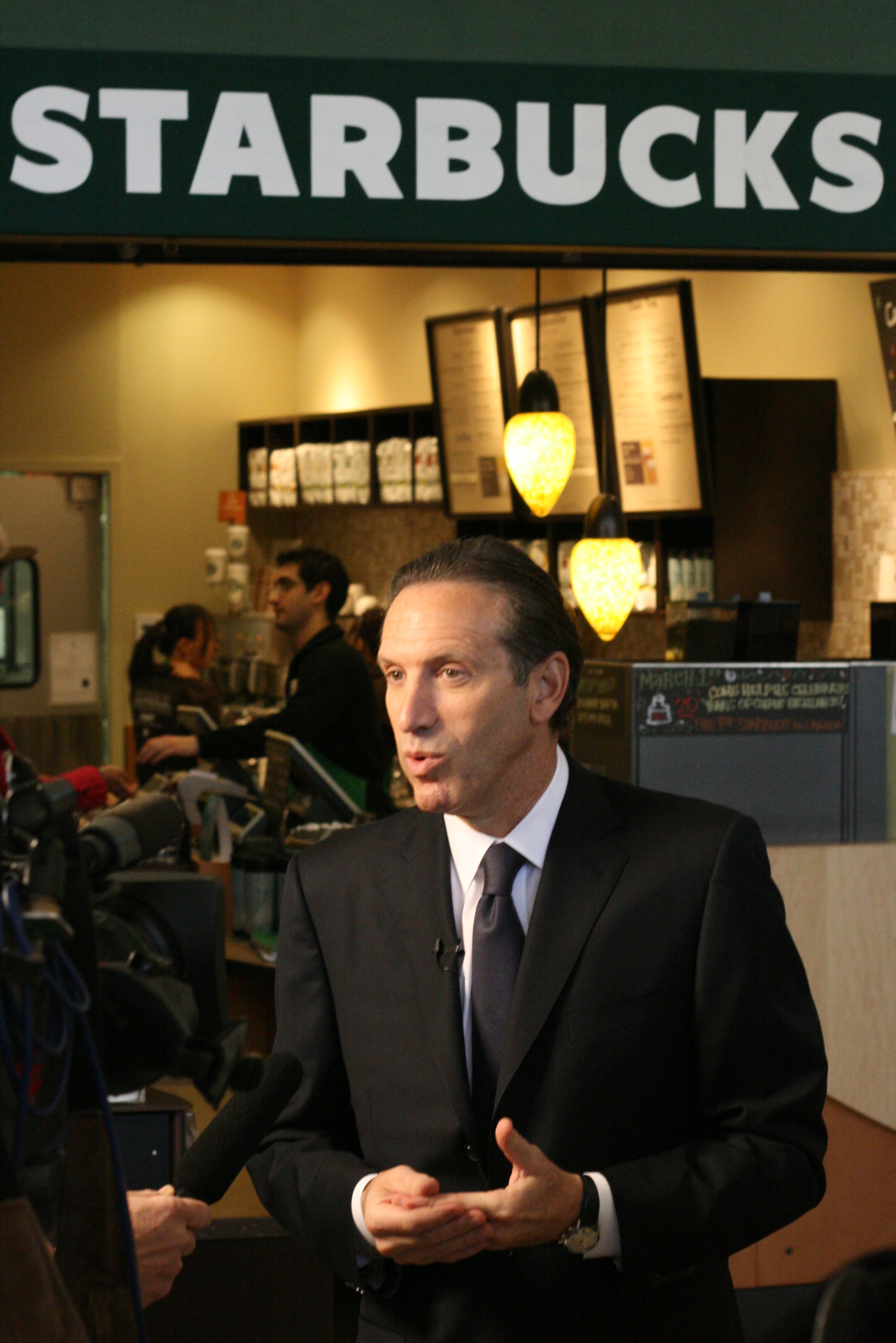
Schultz speaking with press about Starbucks' presence in Canada, 2007.

Vào năm 1982, khi ông 29 tuổi, Schultz được tuyển và Starbucks với vai trò là giám đốc điều hành bán lẻ và tiếp thị.. Schultz đã được thưởng thức Cà phê Ý trong một chuyến đi đến Milan, Ý năm 1983. Khi trở lại, ông ấy đã thuyết phục chủ công ty Jerry Baldwin và Gordon Bowker để cung cấp đồ uống truyền thống, thêm vào đó là cung cấp cả cà phê nguyên hạt, lá trà, gia vị. Sau thành công của ý tưởng cà phê phi công, cả Baldwin và Bowker  đều bị hấp dẫn bởi ý tưởng đó nhưng nhận thấy chi phí cho máy pha chế cà phê quá cao, trình độ chuyên môn về bảo trì và sữa chữa máy móc ở Mỹ chưa cao, và Người Mỹ không quen uống thức uống náy, họ quyết định không triển kai ý tưởng của Shcultz và ông ấy đã từ bỏ Starbuck để bắt đầu tự kinh doanh. Schultz rời Starbucks năm 1985 để tự mở cửa hàng riêng của mình. Ông cần $400,000 để bắt đầu kinh doanh. Schultz đã đến thăm hơn 500 quán cà phê ở Milan và ông đã giả định hầu hết rủi ro liên quan đến việc giới thiệu cà phê espresso vào thị trường Mỹ, Starbucks đã được đầu tư 150.000 đô la vào liên doanh mới, trong đó Baldwin nhận được một ví trí tỏng hội đồng quản trị và Bowker cung cấp hỗ trợ không chính thức. Bác sĩ địa phương Ron Margolis đã đầu tư $100,000 . Trong số 242 nhà đầu tư mà Schultz tiếp cận, 217 người từ chối ý tưởng của ông.> Đến năm 1986,ông đã huy động được số tiền cần thiết để mở cửa hàng đầu tiên, Il Giornale, được đặt tên theo tờ báo cùng tên của  tờ báo Milanese. Cửa hàng được bán thêm êm ngoài cà phê, một ít chỗ ngồi tại quán và có không gian để chơi nhạcnhạc opera. 2 năm gần đây, đội ngũ quản lí của Starbucks tập trung vào quán cà phê & trà Peet và bán đơn vị bán lẻ Starbucks cho Schultz và IT Giornale với giá $3,8 triệu đô.
Schultz đã đổi tên thương hiệu IT Giornale thành Starbucks, và mở rộng phạm vi trên khắp Hoa Kỳ. Loại thị trường chiến lược này nhận được sự đón nhận lẫn lộn từ cả khách hàng và đối thủ cạnh tranh. Sự độc lập trong mối quan hệ  của công ty với chuỗi cà phê  đã trở nên căng thẳng, trong khi một số chủ sở hữu cho rằng Starbucks đã giáo dục khách hàng về cà phê. Schultz không tin vào nhượng quyền thương mạ, và đã đưa ra quan điểm là để Starbucks giữ quyền sở hữu mọi cửa hàng trong nước. Việc Schultz định vị Starbucks như một trung tâm xã hội được nhiều người coi là giới thiệulàn sóng thứ hai ở Hoa Kỳ, đặc biệt là ởSeattle. Vào ngày 26 tháng 6 năm 1992, Starbucks đã phát hành cổ phiếu lần đầu được đưa ra công chúng (IPO) và giao dịch cổ phiếu phổ thông của mình với mã chứng khoán SBUX. IPO đã huy động được 271 triệu đô la cho công ty và tài trợ cho việc tăng gấp đôi số cửa hàng của họ. Vào ngày 1 tháng 6 năm 2000, Schultz từ chức Giám đốc điều hành của Starbucks, chuyển sang vị trí mới là giám đốc chiến lược toàn cầu để giúp công ty mở rộng ra quốc tế. Ông được kế nhiệm bởi Orin Smith, người đã làm việc với Schultz với tư cách là giám đốc tài chính của ông trong những năm 1990. Sau khi điều hành việc mở cửa hàng đầu tiên ở Trung Quốc vào tháng 1 năm 1999, Schultz đã mất một năm sau đó để phát triển, có thêm khách hàng cho cơ sở cà phê trong khu vực Trong cuối những năm 2000 và đầu những năm 2010, Schultz đã chỉ đạo công ty lên kế hoạch mở từ một đến hai cửa hàng  ở Trung Quốc đại lục. Trở lại thị trường Hoa Kỳ của công ty, các cuộc chiến cà phê giữa McDonalds và Dunkin' đã 'hạ thấp thị phần của Starbucks' và giá cổ phiếu giảm 75% từ năm 2006 đến năm 2008. Trong khi doanh thu đang tăng trên diện rộng, nó chủ yếu phụ thuộc vào việc mở cửa hàng mới tạo ra sự tăng trưởng không bền vững (hoặc vô thức) growth.

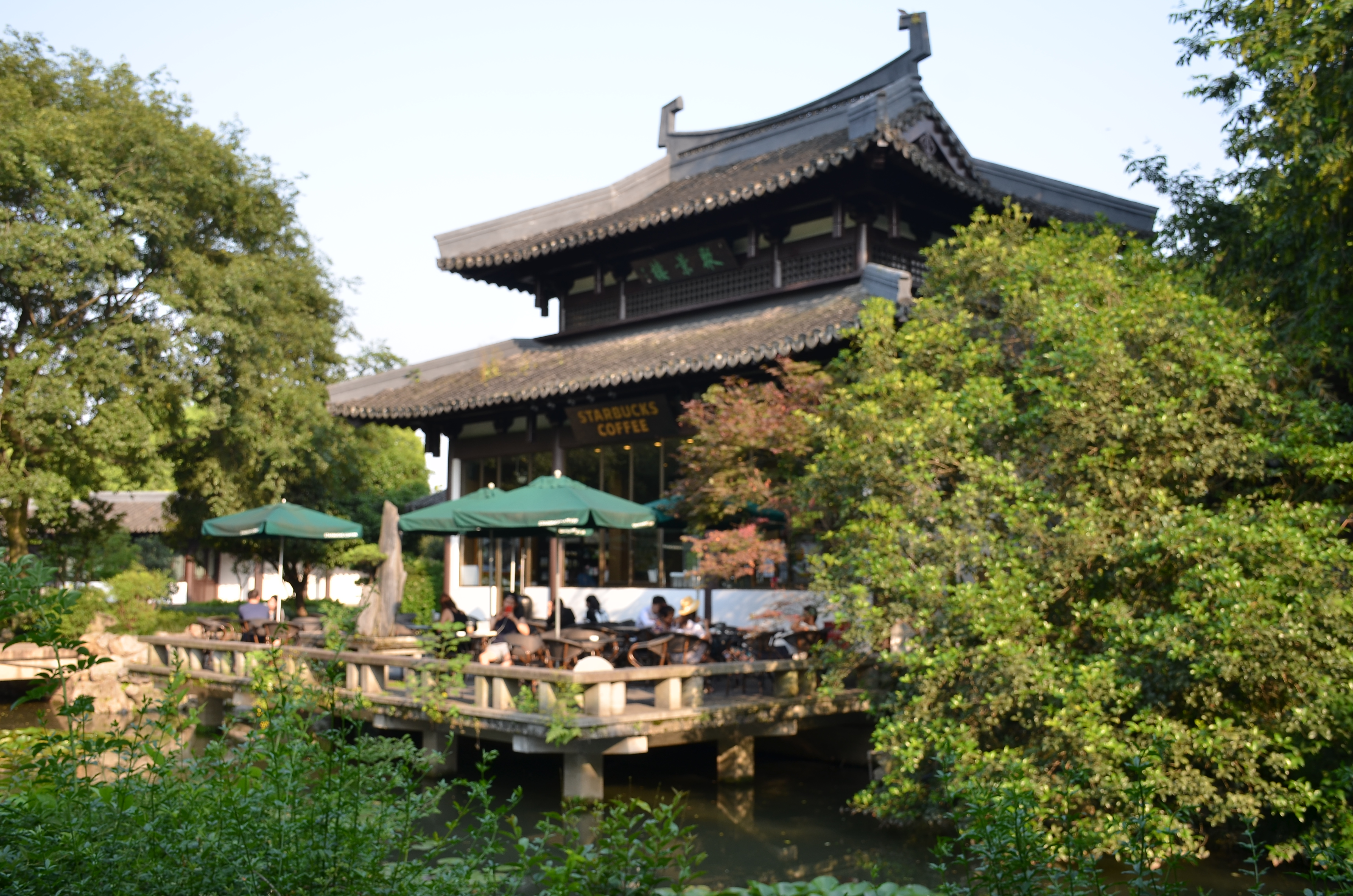
A Starbucks cafe in Xixi National Wetland Park, Hangzhou China

Vào ngày 7 tháng 1 năm 2008, sau 8 năm gián đoạn, Schultz trở lại làm Giám đốc điều hành của Starbucks trong thời kỳ đỉnh điểm của khủng hoảng tài chính năm 2008. Ông kế nhiệm Jim Donald, người đã tiếp quản Smith vào năm 2005. Quán cà phê ngày càng bị chỉ trích vì điều kiện làm việc của nhân viên và chính sách tiền thưởng nội bộ trong thời gian này; vào tháng 3 năm 2009, ông và hội đồng quản trị đã chấp thuận một thỏa thuận trị giá 100 triệu đô la để trả lại tiền thưởng trong một vụ kiện tập thểdo nhân viên pha chế đứng đầu ở California. Ông đã dẫn đầu một đợt sa thải hàng loạt giám đốc điều hành, đóng cửa hàng trăm cửa hàng và tạm thời đóng cửa tất cả các địa điểm ở Hoa Kỳ để đào tạo lại nhân viên cách pha cà phê espresso. Schultz đã nhân đôi và thực thi cácchính sách công bằng vànguồn gốc đạo đức của công ty đối với chuỗi cung ứng hạt cà phê của họ ở Châu Phi và nước sản xuất cà phê khác. Trong hai năm tiếp theo, ông đã tăng gấp đôi lượng mua cà phê thương mại công bằng hàng năm của họ, theo một số ước tính, lên tới 40 triệu bảng Anh./  Schultz đã sắp xếp việc bổ nhiệm giám đốc công nghệ đầu tiên của quán cà phê. Vào thời điểm này, Schultz đang kiếm được tổng số tiền bồi thường là 9,7 triệu đô la, trong đó bao gồm mức lương cơ bản là 1,2 triệu đô la và chọn cổ phiếu được cấp là 7,8 triệu đô la. Bên cạnh tư cách thành viên hội đồng quản trị của mình với Starbucks, Schultz là cổ đông quan trọng ở Jamba Juicevào năm 2011, và trong quy trình thanh toán cho hội đồng quản trị của công ty  Square, Công ty cho đến năm 2014. Vào mùa hè năm 2014, Schultz đã khởi động Kế hoạch Thành tích của Đại học Starbucks, hợp tác với Đại học Bang Arizona, cho phép tất cả nhân viên tại Starbucks làm việc từ 20 giờ trở lên trong một tuần để đủ điều kiện nhận học phí miễn phí thông qua các khóa học trực tuyến của ASU. Theo báo cáo vào năm 2018, Schultz đã nhận mức lươnglương 1 đô la hằng năm  trong vài năm qua.
Schultz một lần nữa từ chức Giám đốc điều hành vào tháng 12 năm 2016, đảm nhận vị trí chủ tịch điều hành. Từ năm 2008 đến năm 2017, Schultz đã tạo ra gần 100 tỷ đô la được bổ sung vào vốn hóa thị trường của công ty. Từ những năm 1980 đến khi ông nghỉ hưu, một loạt các cuộc chiến tranh về cà phê đã giúp Starbucks từ 11 quán cà phê ở Seattle lên 28.000 cửa hàng ở 77 quốc gia. Vào ngày 4 tháng 6 năm 2018, Schultz thông báo rằng ông sẽ nghỉ hưu không làm quản lý trực tiếp của Starbucks, sau 37 năm, vì ông đang cân nhắc giữa các lựa chọn khác là chiến dịch tranh cử tổng thống Hoa Kỳ. Kevin Johnson, chủ tịch và giám đốc điều hành của công ty trong hai năm trước đó, đã kế nhiệm Schultz làm Giám đốc điều hành trong khi Myron Ullman đảm nhận chức chủ tịch vào tháng 6 năm 2018. Schultz sẽ trở lại vai trò Giám đốc điều hành trong một vị trí tạm thời sau khi Johnson rời vị trí này vào tháng 3 năm 2022 .

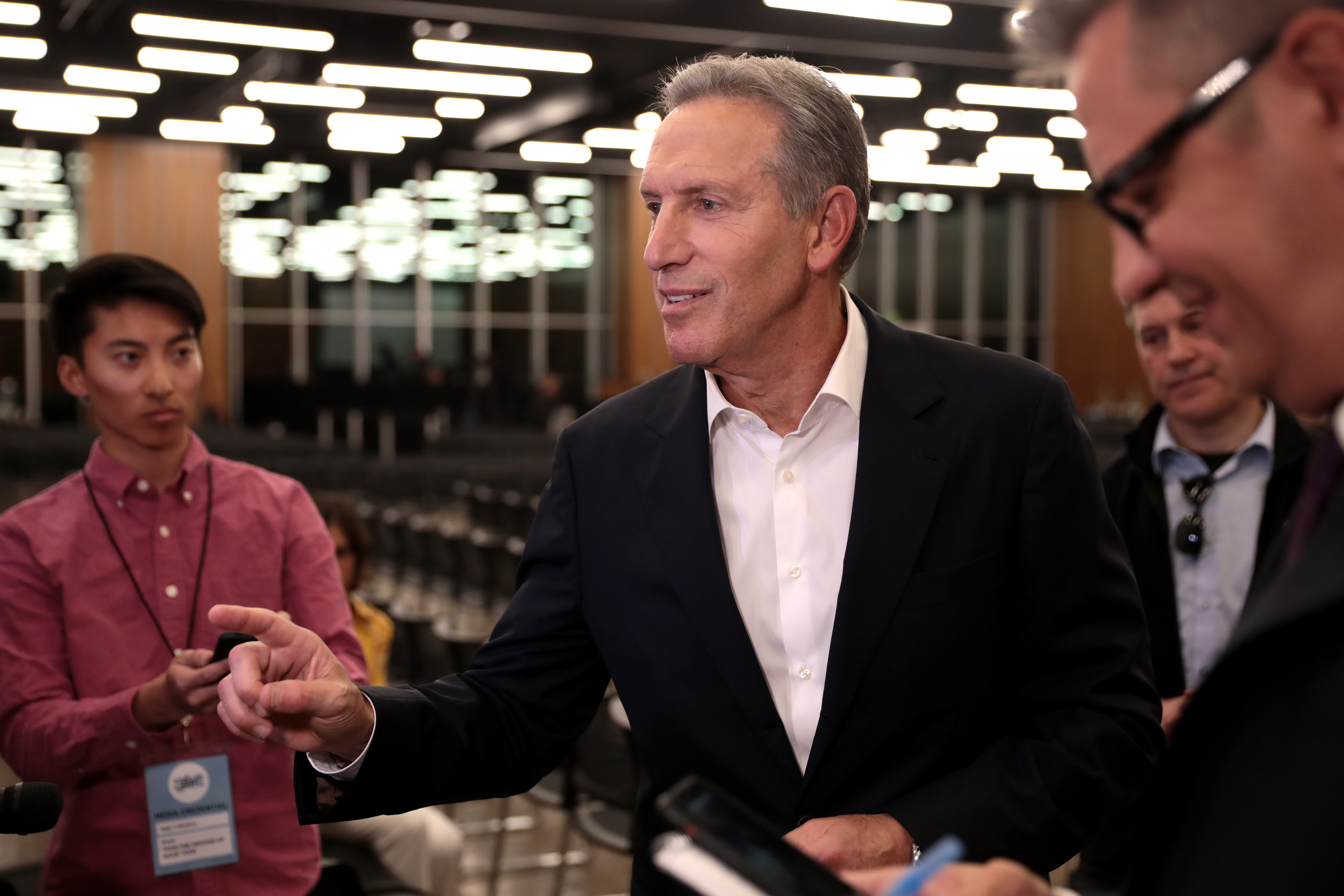
Schultz, as chairman emeritus of Starbucks, in 2019

### Seattle SuperSonics and Seattle Storm
Bản mẫu:Thông tin thêm
Vào tháng 1 năm 2001, Schultz dẫn đầu một nhóm mười nhà đầu tư đã mua Seattle SuperSonics của Hiệp hội Bóng rổ Quốc gia và Seattle Storm của Hiệp hội Bóng rổ Quốc gia Nữ từ Tập đoàn Ackerley với giá 200 triệu đô la. Trong nhiệm kỳ, ông là chủ sở hữu đội SuperSonics, ông đã bị chỉ trích vì tính ngây thơ và xu hướng điều hành nhượng quyền thương mại như một doanh nghiệp hơn là một đội thể thao. Schultz có mối thù với cầu thủ Gary Payton, cảm thấy rằng Payton không tôn trọng ông ấy và toàn đội khi không xuất hiện trong ngày đầu tiên của trại huấn luyện năm 2002. Vào tháng 2 năm 2006, ông tuyên bố rằng Sonics cần 200 triệu đô la để cải tạo KeyArena hoặc xây dựng một đấu trường mới cho đội, và nếu Cơ quan lập pháp bang Washington không chấp thuận điều này, ông sẽ bán hoặc chuyển đội. Vào ngày 18 tháng 7 năm 2006, Schultz bán đội bóng cho Clay Bennett, chủ tịch Câu lạc bộ Bóng rổ Chuyên nghiệp LLC, một tập đoàn sở hữu thành phố Oklahoma, với giá 350 triệu đô la, sau khi không thuyết phục được thành phố Seattle tài trợ công để xây dựng một sân đấu mới. ở khu vực Greater Seattle để thay thế KeyArena. Vào thời điểm bán đội, người ta suy đoán rằng các chủ sở hữu mới sẽ chuyển đội đến thành phố của họ một thời gian sau mùa giải NBA 2006–2007.
Schultz đã đệ đơn kiện Bennett - vào tháng 4 năm 2008 - để hủy bỏ việc bán hàng vào tháng 7 năm 2006 dựa trên những gì Schultz cho là gian lận và cố ý xuyên tạc. Tuy nhiên, Schultz đã từ bỏ vụ kiện vào tháng 8 năm 2008. Khi Bennett mua SuperSonics và nhượng quyền thương mại chị em của nó trong WNBA, Seattle Storm, với giá 350 triệu đô la, ông ta đồng ý với quy định rằng anh ta sẽ thực hiện một "nỗ lực hết sức có thiện chí" cho một năm để giữ cho cả hai đội ở Seattle. Sự chân thành của nỗ lực thiện chí đã bị tranh cãi rộng rãi bởi cách Bennett hành động và bởi những lời trích dẫn trực tiếp từ đối tác của anh ấy Aubrey McClendon. Vào ngày 8 tháng 1 năm 2008, Bennett bán Storm cho Force 10 Hoops, LLC, một nhóm sở hữu gồm bốn phụ nữ Seattle, giữ đội ở Seattle.  . Vào ngày 2 tháng 7 năm 2008, thành phố Seattle đã đạt được thỏa thuận với nhóm sở hữu mới và SuperSonics chuyển đến Thành phố Oklahoma và trở thành Thần sấm cho mùa giải NBA 2008–09. Việc bán cho các chủ sở hữu ngoại bang đã làm tổn hại đáng kể đến sự nổi tiếng của Schultz ở Seattle. Việc bán cho các chủ sở hữu ngoại bang đã làm tổn hại đáng kể đến sự nổi tiếng của Schultz ở Seattle. Trong một cuộc thăm dò trên tờ báo địa phương, Schultz bị đánh giá là "chịu trách nhiệm lớn nhất" về việc đội rời thành phố. Mười năm sau, vào năm 2019, Schultz nhận toàn bộ trách nhiệm về thương vụ mua bán này. "Bán Sonics như tôi đã làm là một trong những hối tiếc lớn nhất trong cuộc đời làm nghề của tôi. Lẽ ra tôi phải sẵn sàng mất tiền cho đến khi một người mua địa phương xuất hiện. Tôi mãi mãi lấy làm tiếc.

## Bầu cử chính trị

### Bầu cử tổng thống năm 2012
Vào đầu cuộc bầu cử tổng thống Hoa Kỳ năm 2012, tên của Schultz đã nổi  như một ứng viên Đảng Dân chủ tiềm năng. Sau khi ông hướng dẫn nhân viên Starbucks ở Washington viết "đến với nhau" trên tất cả các cốc để khuyến khích đảng lưỡng đảng trong chính phủ liên bang vào ngày 26 tháng 12, báo chí đã đồn dữ dội hơn. Tuy nhiên, Schultz đã "đánh bại" những báo cáo này vài ngày sau đó và xác nhận rằng ông không tranh cử vào chức vụ chính trị. Anh ta tiếp tục công khai ca ngợi bầu không khí chính trị vào thời điểm đó, nói rằng anh ta" không lạc quan về sự lãnh đạo của Hoa Kỳ "trên truyền hình quốc gia. Các báo tiếp tục đặt câu hỏi về quyết định cuối cùng của anh ấy với tờ báoNew York Magazine viết "Chúng tôi mong đợi chiến dịch năm 2016 của bạn".

### Bầu cử tổng thống năm 2016
Vào cuối tháng 9 và đầu tháng 8 năm 2015, báo chí đã bắt đầu đồn đoán về một cuộc tranh cử tiềm năng trong cuộc bầu cử tổng thống Hoa Kỳ năm 2016 sắp tới về Schultz. Maureen Dowd, của tờ báo The New York Times, "đã kể về một câu chuyện vào ngày 1 tháng 8 rằng những người bạn của "America chúa tể pha cà phê, Howard Schultz, đã thúc giục anh ấy tham gia cuộc bầu cử sơ bộ của đảng Dân chủ." "đã kể về một câu chuyện vào ngày 1 tháng 8 rằng những người bạn của "America chúa tể pha cà phê, Howard Schultz, đã thúc giục anh ấy tham gia cuộc bầu cử sơ bộ của đảng Dân chủ." Trong vài ngày tới, các phương tiện truyền thông bắt đầu suy đoán liệu Schultz có đưa ra thông báo chính thức hay không. Theo  Fortune , ông được định vị là một "đảng viên xứng đáng hỗ trợ cho  [Hillary] Clinton." Schultz đã viết một bài báo trên  Thời báo New York  vào ngày 6 tháng 8 năm 2015, phủ nhận điều này, nói rằng, "Bất chấp sự khuyến khích của những người khác, tôi không có ý định tham gia vào cuộc cạnh tranh tổng thống. Tôi phục vụ Starbucks chưa xong." Báo chí chẳng hạn như  Đại Tây Dương , Schultz gọi Schultz là "Donald Trump theo chủ nghĩa tự do" do sự nghiệp kinh doanh và sự giàu có được so sánh của ông.

### Cuộc bầu cử tổng thống năm 2020

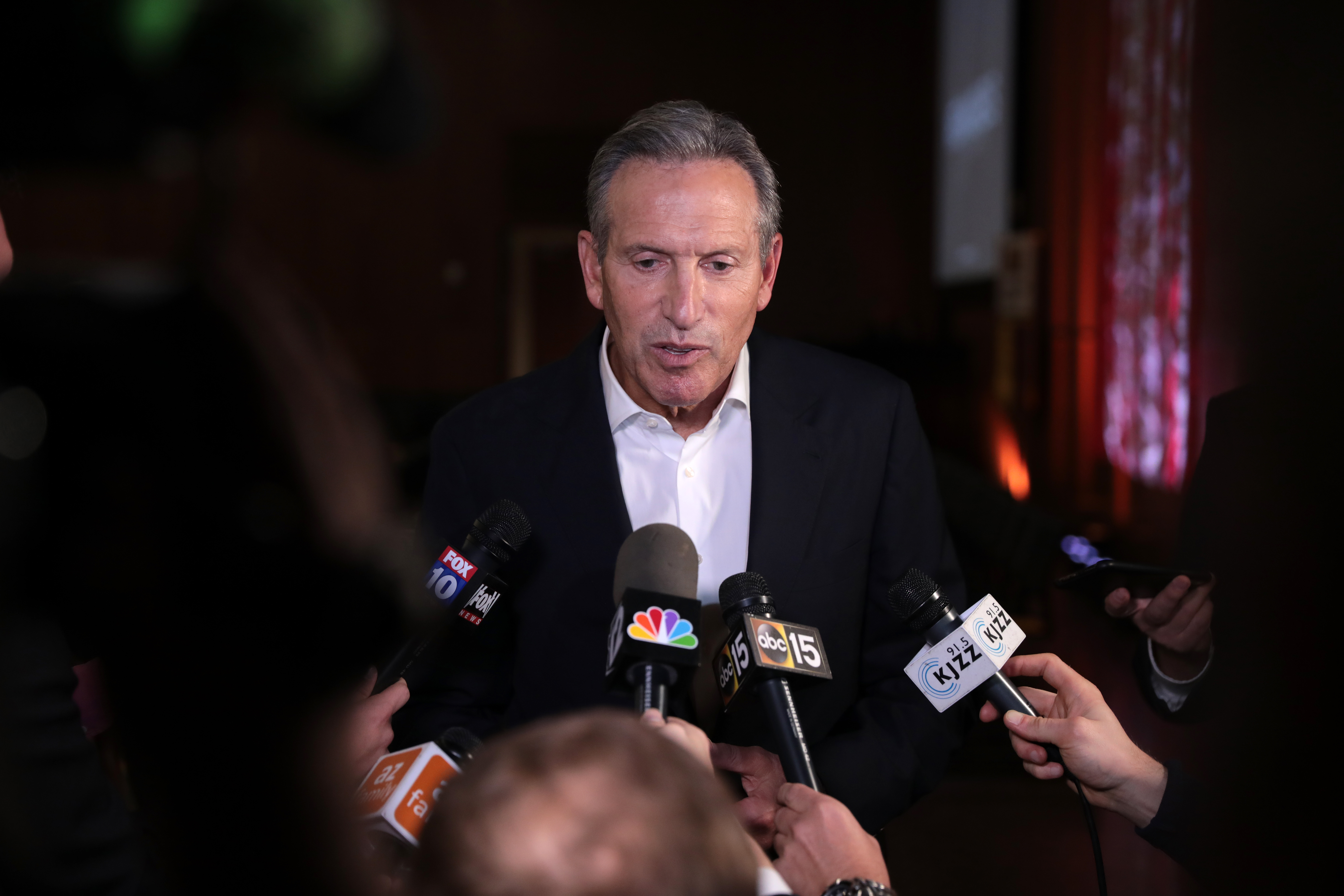
Schultz being interviewed in 2020

Sau khi Schultz từ chức Starbucks vào năm 2018, các nhà bình luận chính trị đã suy đoán liệu ông có tham gia cuộc bầu cử tổng thống Hoa Kỳ năm 2020 hay không. Có thêm sự khuyến khích từ phong trào dự thảo được gọi là Sẵn sàng cho Schultz. Vào đầu năm 2019,  The New Republic  đã chạy một đoạn nhạc có tên "Run, Howard, Run!" khuyến khích anh ta tham gia cuộc thi. Ông đã thuê Steve Schmidt và Bill Burton, hai nhà tư vấn chính trị, để đánh giá ứng cử viên của mình. Vào ngày 27 tháng 1 năm 2019, anh ấy tuyên bố trong một cuộc phỏng vấn với  60 Minutes  rằng anh ấy đang khám phá tranh cử tổng thống với tư cách là một ứng cử viên độc lập, và anh ấy coi việc chạy đua như một người trung tâm. Ông được cho là sẵn sàng chi 300 đến 500 triệu đô la cho cuộc bầu cử năm 2020. Đề xuất ứng cử độc lập của Schultz đã bị lên án rộng rãi bởi các đảng viên Dân chủ, những người cho rằng ứng cử của bên thứ ba của Schultz sẽ giúp tái đắc cử Tổng thống Trump bằng cách phân chia phiếu bầu của những người phản đối cho tổng thống. Nhà khoa học chính trị Larry Sabato nói rằng sự ứng cử của Schultz có khả năng mang lại lợi ích cho Trump. Tuy nhiên, một phân tích  CNN  tin rằng "chạy trên một nền tảng giảm thâm hụt có thể kết thúc bằng việc tổng hợp nhiều đảng Cộng hòa tiết chế với Trump như những người theo chủ nghĩa tự do hoặc độc lập khỏi ứng cử viên của đảng Dân chủ." In Schultz nói: "Không ai muốn thấy Donald Trump bị cách chức hơn tôi". Thị trấn đầu tiên của ông hội trường ở Seattle đã nhận được sự đón nhận hỗn hợp với những người biểu tình giơ các biểu ngữ "sai lầm venti" và "cái tôi vĩ đại" trong khi bài phát biểu thực tế của ông được đón nhận nồng nhiệt. Là một cổ đông lớn của cổ phiếu Starbucks, Schultz liên tục được hỏi về khả năng bán toàn bộ số cổ phần của mình nếu được bầu vào Nhà Trắng. "Có nhiều cách để làm điều này, thiết lập sự tin tưởng mù quáng, làm nhiều thứ để loại bỏ bất kỳ xung đột lợi ích nào", anh ta trả lời. Tuy nhiên, anh ta đã hứa sẽ giải phóng tất cả bản khai thuế của mình nếu được bầu.
Cuối tháng 2, Schultz cho biết ông sẽ đứng ngoài cuộc đua nếu Đảng Dân chủ đề cử "một trung tâm." In May 2019, Schultz đã trì hoãn quyết định của mình và đến ngày 6 tháng 9, chính thức bác bỏ một cuộc tranh cử tổng thống, tuyên bố rằng đó không phải là cách tốt nhất để "phục vụ đất nước của chúng ta vào thời điểm này." Sự tiến bộ cuối cùng của ứng cử viên trung tâm Joe Biden với tư cách là ứng cử viên được cho là đã thúc đẩy Schultz từ bỏ sang một bên do hệ tư tưởng chính trị chồng chéo của họ. Trong khi ông ấy chưa chính thức tán thành Biden cho chức vụ tổng thống vào thời điểm đó, Schultz đã tuyên bố trong các cuộc phỏng vấn rằng ông "ngưỡng mộ" ứng cử viên này. Tuy nhiên, vào ngày 14 tháng 9 năm 2020, Schultz đã tán thành Biden, và kêu gọi người Mỹ bỏ phiếu cho Biden "vì tương lai của nước cộng hòa của chúng ta".

## Cuộc sống cá nhân
Năm 1982, Schultz kết hôn với Sheri Kersch, người mà ông có hai con. Họ sống ở khu phố Madison Park của Seattle, trước đây sống gần Madrona. Schultz là một người đam mê cà phê nổi tiếng, được cho là uống 4-5 tách cà phê mỗi ngày.

### Sự giàu có
Schultz được tạp chí  Forbes  vinh danh là 209 ở Hoa Kỳ vào tháng 10 năm 2020 với giá trị tài sản ròng là 4,3 tỷ đô la. cho văn phòng chính trị đã thúc đẩy lời kêu gọi anh ta bán tất cả cổ phiếu nắm giữ tại Starbucks để xoa dịu bất kỳ xung đột lợi ích nào. Mặc dù không kiên quyết cam kết bán cổ phần của mình khi đắc cử, Schultz đã bày tỏ mong muốn thành lập tin tưởng mù quáng để nắm giữ cổ phần của mình . Tuy nhiên,  Foreign Policy  lưu ý rằng ngay cả khi tin tưởng mù quáng, sự quan tâm của anh ấy đối với cổ phiếu vẫn có thể dẫn đến xung đột lợi ích vì hiệu suất của cổ phiếu được liên kết với hiệu quả hoạt động của công ty.
m/2013/03 / 27 / starbucks-ceo-howard-schultzs-maveron-double-down-on-seed-investment-in-Consumer / | title = Giám đốc điều hành Starbucks Howard Schultz's Maveron đã tăng gấp đôi các khoản đầu tư vào doanh nghiệp tiêu dùng | last = Rao | first = Lenna | date = 27 tháng 3, 2013 | website = TechCrunch | language = en-US | access-date = 19 tháng 4, 2020}}</ref> Anh và Levitan chủ yếu 
Năm 1998, Schultz thành lập công ty đầu tư mạo hiểm Maveron với chủ ngân hàng đầu tư Dan Levitan. Anh và Levitan chủ yếu đầu tư vào các công ty mới thành lập và seeding các công ty tập trung vào người tiêu dùng, chẳng hạn như eBay, Shutterfly và Zulily. Tính đến tháng 7 năm 2014, công ty đầu tư mạo hiểm trị giá 1,3 tỷ đô la trong tài sản được quản lý (AUM).
Schultz là chủ sở hữu của 'PI', một siêu du thuyền sang trọng cao 77 mét do Feadship xây dựng với giá 120 triệu đô la.

### Làm từ thiện

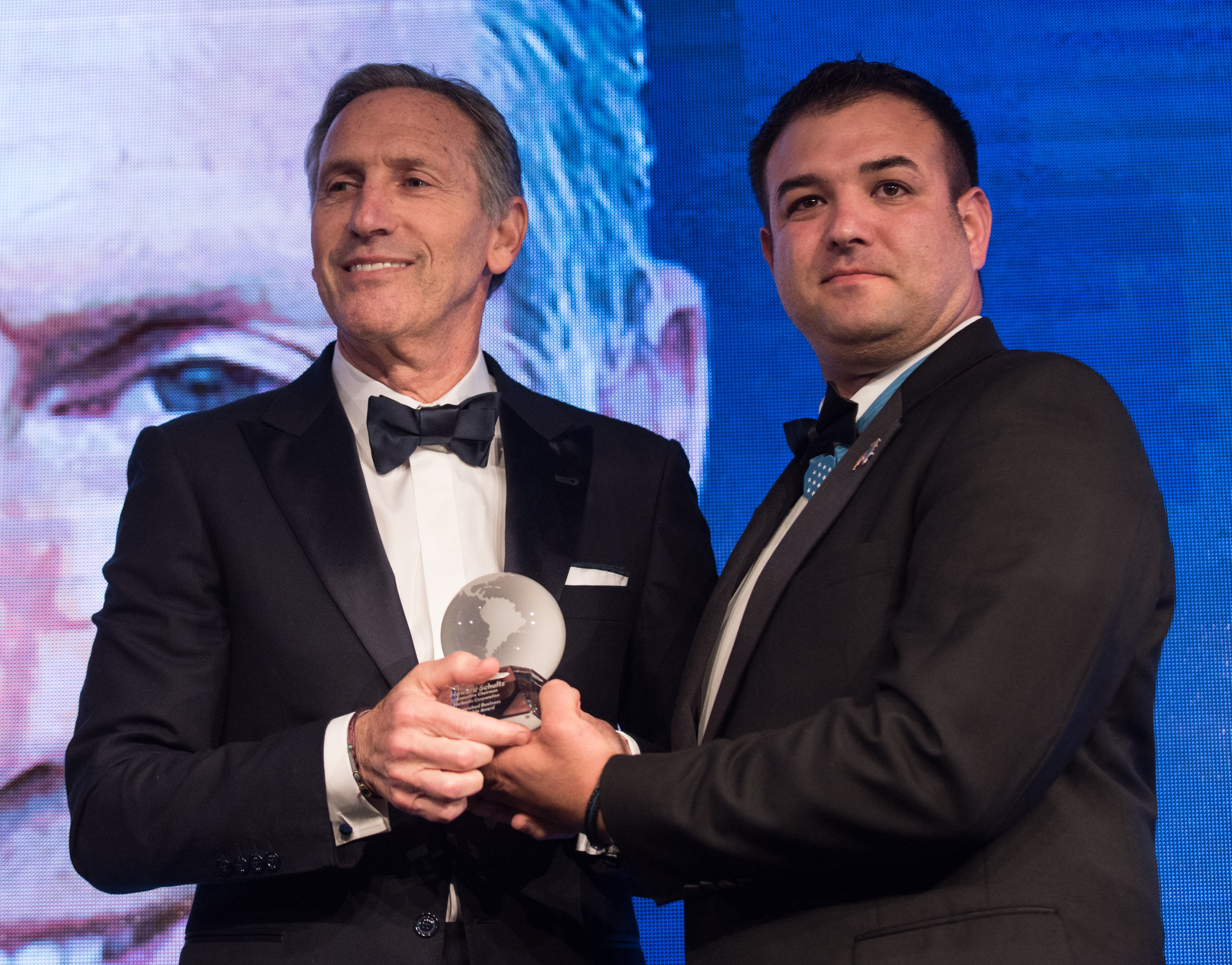
Schultz nhận giải thưởng ởWashington, D.C., 2018

Năm 1996, Howard và Sheri Schultz đồng sáng lập Quỹ Gia đình Schultz, hỗ trợ Thanh niên hướng tới, nhằm thúc đẩy việc làm cho thanh niên trong độ tuổi từ 16 đến 24, những người không đi học và không đi làm, và Onward Veterans,nhằm giúp các cựu chiến binh sau ngày 9/11 chuyển đổi thành công sang cuộc sống dân sự.

### Giải thưởng và danh hiệu
Năm 1998, Schultz nhận được 'Giải thưởng Kỷ niệm 50 năm thành lập Israel'. Năm 1999 AIDs Action đã trao cho Schultz Giải thưởng Lãnh đạo Quốc gia cho những nỗ lực từ thiện và giáo dục nhằm chống lại căn bệnh thế kỷ AIDS. Schultz đã được tạp chí vinh danh làFortune magazine's năm 2011 vì những sáng kiến của ông trong nền kinh tế và thị trường việc làm.  Fortune  đã vinh danh ông là Giám đốc điều hành hào phóng nhất của năm 2015, về bảo hiểm chăm sóc sức khỏe, cơ hội giáo dục và lựa chọn cổ phiếu cho nhân viên của Starbucks.
Schultz đã phát biểu tại lễ khai giảng năm 2017 Đại học Bang Arizona và được trao bằng danh dự bằng Tiến sĩ về những bức thư nhân đạo. Vào tháng 11 năm 2017, Quỹ giáo dục và bảo vệ pháp lý NAACP đã trao tặng Schultz Giải thưởng Công bằng bình đẳng quốc gia.

## Sách
- Schultz, Howard; Yang, Dori Jones (1997), Pour Your Heart Into It:Cách Starbucks xây dựng công ty One Cup at a Time, New York: Hyperion, ISBN 0786863153
- Schultz, Howard; Gordon, Joanne (2011), Onward: Cách Starbucks tìm kiếm sự sống mà không đánh mất linh hồn, New York: Rodale, ISBN 9781605292885
- Schultz, Howard; Chandrasekaran, Rajiv (2014), Vì tình yêu đất nước: Cựu chiến binh của chúng ta có thể dạy chúng ta điều gì về quyền công dân, chủ nghĩa anh hùng và sự hy sinh, New York: Vintage, ISBN 9781101872826
- Schultz, Howard; Gordon, Joanne (2019), From the Ground Up: A Journey to Reimagine the Promise of America, New York: Random House, ISBN 9780525509448

1. ↑  "Mọi điều chúng tôi biết về vợ của Howard Schultz". Bản gốc lưu trữ ngày 31 tháng 1 năm 2019. Truy cập 31 tháng 1, 2019.
2. ↑  Kugiya, Hugo (15 tháng 12, 1996). "Seattle's Coffee King". The Seattle Times. Bản gốc lưu trữ ngày 15 tháng 1 năm 2009. Truy cập ngày 27 tháng 5 năm 2022.
3. ↑  [https: // www.seattletimes.com/business/who-tried-to-steal-starbucks-howard-schultz-wont-tell/ "Ai đã cố ăn cắp Starbucks? Howard Schultz sẽ không nói"]. The Seattle Times (bằng tiếng Anh). 15/09/2017. Truy cập ngày 4 tháng 2 năm 2020. Để bắt đầu, Schultz - hiện là chủ tịch điều hành của Starbucks - uống "bốn hoặc năm" tách cà phê mỗi ngày và không uống sau 5 giờ chiều {{Chú thích web}}: |first= thiếu |last= (trợ giúp); Kiểm tra giá trị |url= (trợ giúp); Kiểm tra giá trị ngày tháng trong: |access-date= và |date= (trợ giúp); Đã bỏ qua tham số không rõ |Last= (gợi ý |last=) (trợ giúp)
4. ↑  Nichols, Philip M. (16 tháng 2, 2019). [https: //www.cnn.com/2019/ 02/16 / perspective / howard-schultz-starbucks-shared / index.html "Quan điểm: Howard Schultz phải bán cổ phần Starbucks của mình nếu ông ấy tranh cử tổng thống"]. CNN. Truy cập 19 tháng 4, 2020. {{Chú thích web}}: Kiểm tra giá trị |url= (trợ giúp)
5. ↑  Rao, Lenna (ngày 27 tháng 3 năm 2013). "Giám đốc điều hành Starbucks Howard Schultz's Maveron đã tăng gấp đôi các khoản đầu tư vào doanh nghiệp tiêu dùng". TechCrunch (bằng tiếng Anh). Truy cập ngày 19 tháng 4 năm 2020.[liên kết hỏng]
6. ↑  Gardner, David; Tom Gardner (2002). The Motley Fool Phải làm gì với tiền của bạn bây giờ: Mười bước để duy trì thị trường đang xuống dốc. Simon & Schuster. tr. 33. ISBN 978-0-7432-3378-1.
7. ↑  Cook, John (ngày 26 tháng 3 năm 2014). "Maveron's Dan Levitan có liên hệ Midas: Seattle VC có tên trong danh sách 100 nhà đầu tư hàng đầu". GeekWire (bằng tiếng Anh). Truy cập ngày 19 tháng 4 năm 2020.
8. ↑  "Du thuyền sang trọng thuộc sở hữu của tỷ phú Starbucks xuất hiện ngoài khơi bờ biển Devon". ITV News. ngày 28 tháng 1 năm 2021. Truy cập ngày 2 tháng 12 năm 2021.
9. ↑  "Coffee to go –Du thuyền sang trọng của cựu giám đốc Starbucks cập cảng St George's". The Royal Gazette. ngày 9 tháng 6 năm 2021. Truy cập ngày 2 tháng 12 năm 2021.
10. ↑  đoàn-to-thông báo-kế hoạch-kiềm chế-thất nghiệp-của-trẻ-người. "Starbucks và các tập đoàn khác thông báo kế hoạch hạn chế tình trạng thất nghiệp của thanh niên". The New York Times. ngày 13 tháng 7 năm 2015. {{Chú thích web}}: Kiểm tra giá trị |url= (trợ giúp)
11. ↑  "Kết nối những người trẻ với việc làm". The New York Times. ngày 13 tháng 7 năm 2015.
12. ↑  "Starbucks 'Schultz Nhận Giải thưởng của Israel". Seattle Times Newspaper. 19 tháng 8, 1998. Bản gốc lưu trữ ngày 14 tháng 11 năm 2019. Truy cập ngày 30 tháng 5 năm 2022.
13. ↑  Howard M. Schultz Biography BusinessweekDữ liệu hiện tại như là Proxy Cuối cùng gần đây nhất
14. ↑  "2011 Doanh nhân của năm– 1. Howard M. Schultz (2) – FORTUNE". Money.cnn.com. 17 tháng 11, 2011. Truy cập ngày 24 tháng 11 năm 2011.
15. ↑  Grier, Ben (26 tháng 11, 2015). "6 CEO hào phóng nhất năm 2015". Fortune (bằng tiếng Anh). Truy cập ngày 18 tháng 4 năm 2020.
16. ↑  "Chủ tịch kiêm Giám đốc điều hành Starbucks Howard Schultz phát biểu tại lễ khai trương ASUcommencement". ASU Now: Access, Excellence, Impact (bằng tiếng Anh). ngày 13 tháng 3 năm 2017. Truy cập ngày 23 tháng 3 năm 2017.
17. ↑  "The Moment is Now: Giải thưởng Công lý Bình đẳng Quốc gia thường niên lần thứ 31 của NAACP". Naacpldf.org (bằng tiếng Anh). Bản gốc lưu trữ ngày 22 tháng 12 năm 2017. Truy cập ngày 20 tháng 12 năm 2017.